# Woman Trap
Woman Trap is een Amerikaanse misdaadfilm uit 1929 onder regie van William A. Wellman.

## Verhaal
Dan en Ray Malone zijn twee vervreemde broers. Dan is een politieagent en Ray een dranksmokkelaar. Wanneer Ray in de gevangenis terechtkomt, wil de zus van een van zijn handlangers wraak nemen op Dan door hem te helpen ontsnappen.

## Rolverdeling
| Acteur               | Personage           |
| -------------------- | ------------------- |
| Hal Skelly           | Dan Malone          |
| Chester Morris       | Ray Malone          |
| Evelyn Brent         | Kitty Evans         |
| William B. Davidson  | Watts               |
| Effie Ellsler        | Mevrouw Malone      |
| Guy Oliver           | Mijnheer Evans      |
| Leslie Fenton        | Eddie Evans         |
| Charles Giblyn       | Smith               |
| Joseph L. Mankiewicz | Verslaggever        |
| Clarence Wilson      | Districtscommandant |
| Sailor Vincent       | Bokser              |
| Virginia Bruce       | Verpleegster        |